# Linda Hunt
Linda Hunt (Morristown, New Jersey, 2. travnja 1945.), američka filmska, televizijska i kazališna glumica, dobitnica Oscara za najbolju sporednu glumicu (1983. godine). 

## Životopis
Linda Hunt je rođena Morristownu, u saveznoj državi New Jersey. Od rođenja pati od Turnerovog sindroma, genetskog stanja koje karakterizira djelomični ili potpuni izostanak X kromosoma. Visoka je samo 145 cm.
Nakon nekoliko TV uloga, Hunt je debitirala na filmu u komediji Roberta Altmana, Popaj. Dvije godine kasnije je odigrala ulogu fotografa Billyja Kwana u filmu Petera Weira, Godina opasnog življenja. Za tu je ulogu nagrađena Oscarom za najbolju sporednu glumicu, čime je postala prvi glumac koji je dobio Oscara za lik suprotnog spola.
Hunt uspješno nastupa i u kazalištu, gdje je nominirana za nagradu Tony, a na televiziji je najpoznatija po ulozi sutkinje Zoey Hiller u seriji "The Practice". Njezin se karakterističan glas pojavio u brojnim reklamama, crtanim filmovima i dokumentarcima, kao i u videoigri "God of War".

## Vanjske poveznice
- Linda Hunt u internetskoj bazi filmova IMDb-u (engl.)